# Ragna Schirmer
Ragna Schirmer (Hildesheim, 1972) è una pianista tedesca.

## Biografia
Dal 1991 Ragna Schirmer studia come allieva di Karl-Heinz Kämmerling presso il conservatorio di Hannover. Dal 1993 ha proseguito gli studi a Parigi con Bernard Ringeissen. Nel 1995 si laurea con lode e dal 1999 ha completato la sua formazione con l'esame di concerto solistico. Da allora ha partecipato a numerosi concerti e concorsi. Dal 2001, Ragna Schirmer è professore di pianoforte presso il conservatorio di Mannheim, fa parte dei Deutschen Musikrats e della fondazione accademica nazionale tedesca.
Ha vinto due volte, fino ad ora unico pianista, il Premio Bach al Concorso Internazionale di Johann Sebastian Bach in Lipsia, nel 1992 e nel 1998. Il suo primo CD è del 2000, quando ha pubblicato una registrazione delle Variazioni Goldberg di Johann Sebastian Bach. La sua discografia è spesso recensita sulle riviste specializzate.
Schirmer viva a Halle (Saale).

## Discografia
- 2000 - Alfred Schnittke, Klaviersonaten Nr. 1 - 3 (Berlin Classics)
- 2000 - Johann Sebastian Bach, Variazioni Goldberg BWV 988 (Berlin Classics)
- 2002 -  Joseph Haydn, Klaviersonaten H16 Nr. 20, 50, 52 (Berlin Classics)
- 2003 -  Etude Fantasy, Brani di Frédéric Chopin e Corigliano (Berlin Classics)
- 2004 - Ragna Schirmer spielt Klavierkonzerte, Ludwig van Beethoven, Klavierkonzert opus 61 (nach dem Violinkonzert) e Franz Schmidt, Concertante Variationen über ein Thema von Beethoven für Klavier & Orchester (Berlin Classics)
- 2006- Robert Schumann, Etüden (Variationen) über ein Beethoven Thema WoO 31 (Berlin Classics)
- 2006- Felix Mendelssohn Bartholdy, Die Klavierkonzerte Nr. 1 & 2 (Berlin Classics)
- 2008 - Joseph Haydn Revisited, Sonate per pianoforte e altri brani (Berlin Classics)
- 2009 - Georg Friedrich Händel, Die Cembalosuiten, (Berlin Classics).
- 2011 - Franz Liszt, Années de Pèlerinage (Berlin Classics), ASIN: B005HLJMA6